# Alttann
Alttann ist Ortsteil von Wolfegg im Landkreis Ravensburg in Oberschwaben.

## Lage
Amtzell liegt in Oberschwaben, etwa 3 Kilometer östlich von Bergatreute. Rund 3,3 Kilometer südlich befindet sich die Kreuzung der Landesstraßen L 314 und L 316 in Roßberg. Der Ort ist etwa 1,5 Kilometer nördlich von Wolfegg gelegen.
Das Gebiet von Amtzell wird naturräumlich geteilt:
Die Westhälfte des Ortes gehört zum Oberschwäbischen Hügelland (Naturraum-Nr. 32), während die Osthälfte dem Westallgäuer Hügelland (Naturraum-Nr. 33) zugeordnet ist. Beide Naturräume sind Teil der Großlandschaft Voralpines Hügel- und Moorland (Großlandschaft-Nr. 3).
Amtzell liegt im Einzugsgebiet der Wolfegger Ach, die südwestlich in einem Bogen am Ort vorbeifließt.

## Geschichte
Die erste urkundliche Erwähnung Alttanns erfolgte zwischen 1162 und 1182 unter dem Namen Tanne. An der Stelle der heutigen Kirche befand sich die abgegangene Stammburg der welfisch-staufischen Ministerialen, den Schenken von Tanne, die in der zweiten Hälfte des 12. Jahrhunderts auftraten.

### Herrschafts- und Besitzverhältnisse
Die Herren von Tanne wurden spätestens 1214 mit der Waldburg und dem Truchsessenamt belehnt. Sie legten später den Namen Tanne ab und nannten sich fortan (teils schon früher) Truchsessen von Waldburg und Schenken von Winterstetten. Um 1243 ging die Burg an die Schenken von Schmalegg über, deren Dienstleute sich nach ihr benannten. Im Jahr 1287 befand sich die Burg im Besitz derer von Schellenberg, von denen sie an die Truchsessen überging und 1444 dem Reich zu Lehen aufgetragen wurde. Der Ort selbst erfuhr 1812 eine Vereinödung.

### Burg Alttann
Die Burg Alttann, auch als Burg Tanne bekannt, befand sich auf einem steilen Bergvorsprung über der Wolfegger Ach, genau an der Stelle der heutigen Kirche St.-Nikolaus. Sie wurde mutmaßlich im 12. Jahrhundert für die Herren von Tanne errichtet, wobei Eberhard von Tanne bereits 1162 erwähnt wird. Erhalten sind noch ein Halsgraben von etwa 10 m Breite und 4 m Tiefe sowie geringe Mauerreste, darunter ein rund 75 m langes Stützmauerfundament, das teilweise aus Fischgrätmauerwerk besteht. Um 1318 erfolgte die Errichtung der Kirche St. Nikolaus an der Stelle der ehemaligen Burg. Im Jahr 1444 wurde der Burgstall Alttann erwähnt, und noch im 19. Jahrhundert waren Reste der Burganlage sichtbar. Eine Holzbrücke über dem Burggraben wurde 1881 wegen Baufälligkeit abgebrochen.

### Kirchliche Entwicklung
Eine Kirche und Pfarrei in Alttann werden 1236 (wobei diese Datierung unter Umständen gefälscht ist) und gesichert 1275 erwähnt. Die katholische Pfarrkirche St.-Nikolaus, deren heutiger Bau aus dem 18. Jahrhundert stammt, besitzt einen älteren Kern und wurde 1908 baulich verändert sowie um den Turm ergänzt. Im 17. Jahrhundert wurde die Pfarrei St. Nikolaus etabliert. 1519 wurde die Pfarrei dem Stift Wolfegg inkorporiert und 1781 neu dotiert. Zum Sprengel der katholischen Pfarrei gehören heute neben dem Pfarrort Alttann auch die Weiler Bainders, Gaishaus, Neutann und Stadels. Zudem wurde 1922 eine evangelische Kirche errichtet, und 1965 ein Pfarrvikariat eingerichtet.

## Sehenswürdigkeiten
- Die römisch-katholische Kirche St.-Nikolaus

## Infrastruktur
Seit 2007 verfügt Alttann über ein Bürger- und Gästehaus, das für Festlichkeiten angemietet werden kann. 
Der Kindergarten St. Nikolaus in Alttann bietet insgesamt 34 Plätze in anderthalb Gruppen. Dort werden Kinder ab dem zweiten Lebensjahr bis zum Schuleintritt betreut, aufgeteilt in eine altersgemischte Gruppe und eine Kleingruppe mit 10 bis 12 Plätzen. 
Zudem gibt es in Alttann einen Spielplatz in der Panoramastraße und einen Sport- bzw. Fußballplatz.

### Verkehrsanbindung
Alttann ist gut an das regionale Straßennetz angebunden. Es liegt an der L 316, die nach Norden über Roßberg nach Bad Waldsee führt, wo Anschluss an die B 30 besteht. In Roßberg besteht zudem die Möglichkeit, auf die L 314 zu wechseln. Diese führt nach Osten in Richtung Bad Wurzach und zur B 465 sowie nach Westen über Bergatreute in den Ballungsraum Ravensburg/Weingarten. Ein Gemeindeverbindungsweg führt über Höll nach Wassers. Eine Abzweigung bei Höll ermöglicht zudem die Fahrt über Neutann nach Bergatreute.
Alttann liegt an der Bahnstrecke Herbertingen–Isny, die auch als Württembergische Allgäubahn bekannt ist.
Für Radfahrer gibt es einen direkten Radweg nach Wolfegg. Am südöstlichen Rand ist Alttann zudem an das Freizeitnetz des Radnetzes BW angeschlossen.

### Windparkplanung
Nordöstlich von Alttann ist in den Waldgebieten Oberes Holz und Schindergrube ein Windpark in Planung. Dieser soll drei Windräder des Typs Vestas V172 umfassen. Jedes Windrad ist mit einer Leistung von 7,2 MW und einer Nabenhöhe (Turmhöhe) von 175 Metern konzipiert.

## Vereine
Das kulturelle und gesellschaftliche Leben in Alttann wird von einer Vielzahl aktiver Vereine geprägt: 
- Musikverein Alttann e.V.
- Liederkranz Alttann e.V.
- Evangelischer Kirchenchor Alttann
- Katholischer Kirchenchor St. Nikolaus Alttann
- Katholischer Frauenbund Alttann
- Förderverein HBG Alttann e.V. (HBG steht für Haus für Bürger und Gäste in Alttann)
- Narrenzunft Höllteufel Alttann e.V.
- Sportverein Alttann 1961 e.V.[9]